# Claudia Nagel
Claudia Nagel (* 18. Oktober 1965 in Wermelskirchen) ist eine deutsche Wirtschaftswissenschaftlerin, Organisationspsychologin, Unternehmensberaterin und Autorin.

## Leben
Claudia Nagel studierte, nach einer Banklehre, Betriebswirtschaftslehre in Köln und an der HEC in Frankreich mit den Schwerpunkten Finanzierung, Beschaffung und Produktlehre, Internationales Management und Wirtschaftspsychologie. In ihrer Promotion bei Gerd Wiendieck untersuchte sie die Bedeutung der Organisationskultur mithilfe qualitativer Forschungsmethodik.
Nach Beendigung ihrer Promotion leitete sie gemeinsam mit einem theologischen Geschäftsführer das Institut für Wirtschafts- und Sozialethik an der Universität Rostock und lehrte an der Hochschule Wismar. Es folgten nationale und internationale Tätigkeiten in der Unternehmensberatung und im Banken- und Finanzdienstleistungssektor, bis sie sich mit ihrem eigenen Beratungsunternehmen 2005 selbständig machte. Parallel erwarb sie 2008 das Postgraduierten-Diplom als jungianische Psychoanalytikerin an der International School for Analytical Psychology, Zürich.
Sie ist seit 2005 Mitglied bei ISPSO (zeitweise dort im Vorstand), beim International Advisory Board des Opus Journals, London, beim VdU (zeitweise Präsidentin für Hessen). Außerdem engagiert sie sich ehrenamtlich für Kultur und Musik und in der Wirtschaft, sie war zehn Jahre Handelsrichterin am Landgericht Frankfurt am Main und ist Mitglied im Advisory Board des Globale Female Leaders Summit.
Nach dem Erdbeben in Nepal im April und Mai 2015 gründete sie den gemeinnützigen Verein Rebuild Nepal, dem sie vorsitzt und mit dem sie aktiv Hilfe für Erdbebenopfer in Nepal, vor allem in Sindhupalchok, organisiert.
Am Sitz ihres Unternehmens in Offenbach am Main, dem Lili-Tempel, plant sie Events mit Kunstcharakter. Die Stadt nutzt die Räume zudem für Kulturveranstaltungen.

## Arbeit und Forschung
Nagel widmet ihre wissenschaftliche und praktische Arbeit psychodynamischen Zusammenhängen auf der obersten Ebene der Unternehmensführung. Ihre Themen sind Psychodynamik und Psychologie von Führung, Strategie und Change/Transformation. Dazu gehören auch psychologische Aspekte der Digitalen Transformation und der Digitalen Strategie.
Nach eigenen Führungs- und Beratungserfahrungen in Unternehmen wie Credit Suisse, Goldman Sachs und Gemini Consulting, wurde sie zur Psychoanalytikerin nach C.G. Jung ausgebildet. Durch die Integration psychodynamischer und psychotherapeutischer Erkenntnisse in Change Management erforschte sie zunächst psychodynamisches Change Management und entwickelte es für die Beratung weiter. Sie entwarf einen eigenen Ansatz der psychodynamischen Strategieentwicklung. Im Vordergrund ihres Zugangs zu Behavioral Strategy stehen unbewusste emotionale und psychodynamische Prozesse, die das Denken des Einzelnen und eines Managementteams beeinflussen.
Neben ihren Forschungstätigkeiten hielt Claudia Nagel unter anderem Vorträge und Colloquia an Universitäten, wie der EBS Universität für Wirtschaft und Recht und der Technischen Universität Hamburg-Harburg zum Themengebiet Behavioral Strategy. Außerdem ist sie als Gastwissenschaftlerin am Lehrstuhl für Finanzierung der Zeppelin Universität tätig und wurde im März 2016 zum Visiting Professor an die Business School der University of Hull berufen. Seit Ende 2020 ist sie ordentliche Professorin (Full Professor) mit einem eigenen Chair Change & Identity an der Vrije Universiteit Amsterdam (VU) im Fachbereich Organisationswissenschaften.

## Veröffentlichungen
Monographien
- Behavioral Strategy. Denken und Fühlen im Entscheidungsprozess. Das Unbewusste und der Unternehmenserfolg, mit einem Vorwort von Hermut Kormann. Unternehmermedien, Bonn 2013, ISBN 978-3-937960-18-0.
- Vertrauen und Verantwortung – Zwei Säulen der Unternehmenskultur. Ein 10-Punkte Programm. In: Ronneburger Kreis (Hrsg.): Rupert Lay und Claudia Nagel – Vertrauen und Verantwortung, Verlust und Wiedergewinnung, Ronneburger Texte, Büdingen 2004, ISBN 3-932300-15-7.
- Zur Kultur der Organisation. Eine organisationspsychologische Untersuchung in der Automobilindustrie. Kölner Arbeiten zur Wirtschaftspsychologie. Peter Lang, Frankfurt 1994, ISBN 978-3-631-48380-0 (=Dissertation)

Buchbeiträge (Auswahl)
- Claudia Nagel: Was ist ein Unternehmen aus psychodynamischer Sicht und wie sollte es haften? – Unternehmensstrafrecht aus Sicht von Behavioral Economics und Behavioral Strategy. In: Eberhard Kempf, Klaus Lüderssen, Klaus Volk (Hrsg.): Unternehmensstrafrecht (Institute for Law and Finance Series, Band 10). de Gruyter, Berlin u. a. 2012, ISBN 978-3-11-028316-7, S. 153–174.
- Claudia Nagel: Behavioral Strategy und die Methode der Psychodynamischen Strategieentwicklung. In: Ingo Bamberger, Thomas Wrona (Hrsg.): Strategische Unternehmensberatung. Konzeptionen – Prozesse – Methoden. 6. Auflage. Gabler, Wiesbaden 2012, ISBN 978-3-8349-3262-4, S. 243–263.
- Claudia Nagel: The Financial Market Crisis from a Psychodynamic Perspective. In: Burkard Sievers, Susan Long (Hrsg.): Towards a Socioanalysis of Money, Finance and Capitalism: Beneath the Surface of the Financial Industry. Routledge 2012, ISBN 978-0-415-71060-2, S. 43–58.
- Claudia Nagel: Ethics and Ethical Behaviour. In: David Leeming (Hrsg.): Encyclopedia of Psychology and Religion. Springer US 2009, ISBN 978-0-387-71801-9.